# 黑盒子 (電視劇)
《黑盒子》(英語: The Black Box) 是一部由LINE台灣與兔將創意影業雙方合資於2024年5月開拍的影集。故事內容改編自LINE WEBTOON同名人氣驚悚網路漫畫《黑盒子》。原著漫畫作者 Pony 以獨特黑白畫風創作出各種風格迥異的故事。
影集版《黑盒子》從中挑選〈造物獄〉、〈星際救援〉、〈豬人〉及〈黑白盒子〉四個單元改編拍攝。導演李昭樺擅長視覺特效製作，而《黑盒子》故事中各種奇幻、詭異的故事場景，正好切合導演特長。主要演員包含：莫允雯、李李仁、傅孟柏、謝展榮、許安植、賀少俠、張軒睿、陸夏、邱偲琹、鄭人碩、簡嫚書、洪君昊。
同名單元《黑盒子》電影前導短片獲得國内外影展關注，包含：孟加拉國國際短片與獨立電影節2024官方選片、水牛城夢幻奇幻電影節2023最佳外語短片提名、高雄電影節2023特別放映及觀眾票選第7名。

## 劇情介紹
一萬年前的野人琪琪，因為中箭受傷差點死亡，一位神祕光體人來到身邊，以一只黑盒子，獲得了與他人交易時間來延長自己生命的能力，從而活到了現代。
在這漫長的歲月中，琪琪見證了無數不可思議的故事：一位具有追求完美的女雕刻師利用禁忌之術複製出前男友，並將他囚禁於地窖中；太空員孟白在執行外星探測任務時，因意外瀕臨喪命，卻與一個外星生物小白通過漫畫交流成為朋友，而小白則成為了他重返地球的唯一希望；總是覺得家人偏心的男孩小偉，因意外與豬交換靈魂後，才明白家人對他的愛與不離不棄，最終做出了艱難的抉擇。
琪琪將這些奇幻故事講述給她身患絕症的女兒聽，最終，琪琪分享的最後一個故事是要買下女兒的時間，讓她遠離病痛，與自己永遠停留在那最幸福的瞬間，永不分離。
影集版的野人琪琪將會貫穿整個影集，這是與原著故事最大的不同處。

## 主創團隊
- 出品方：文化內容策進院、台灣連線股份有限公司、兔將創意影業、新加坡哇哇映画
- 出品人：陳立人、李昭樺
- 製作公司：兔將創意影業
- 導演：李昭樺
- 監製：蘇玉姍、林佳韻
- 製作人：蘇莞筑
- 編劇：傅凱羚、陳群、吳佳韋、黃彥綺、張婉兒
- 原著作者：Pony

## 演員陣容

### 主要角色
| 單元名稱 | 演員   | 角色     | 介紹                                                                           |
| -------- | ------ | -------- | ------------------------------------------------------------------------------ |
| 造物獄   | 張軒睿 | 志偉     | 大學時期曾與小雯交往，幾年後再次相遇，卻是惡夢的開始。                         |
| 造物獄   | 陸夏   | 小雯     | 雕刻家，有著追求完美的個性也形塑出她強烈的佔有慾。                             |
| 造物獄   | 邱偲琹 | 羽帆     | 小雯與志偉的學妹，志偉分手後和羽帆交往。                                       |
| 星際救援 | 傅孟柏 | 孟白     | 受世人愛戴的太空人，某次任務授命尋找太空生物的存在。                           |
| 星際救援 | 謝展榮 | 少年孟白 | 原本喜愛畫畫，受到老師鼓舞激發參賽興趣，沒想到卻是一場空。                     |
| 星際救援 | 賀少俠 | 歐比     | 與孟白一同出任務，想取代孟白的位子。                                           |
| 星際救援 | 許安植 | 海娜     | 與孟白至泰坦星出任務的隊員。                                                   |
| 星際救援 | 特蕾沙 | 溫上校   | 孟白的上司，交給他一個秘密任務。                                               |
| 豬人     | 鄭人碩 | 阿興     | 小偉的爸爸，在鄉下帶著大兒子以養豬為業。                                       |
| 豬人     | 簡嫚書 | 秀萱     | 阿興離異的前妻，帶著小兒子翔翔住在台北。                                       |
| 豬人     | 洪君昊 | 小偉     | 大兒子，認為爸爸媽媽偏愛弟弟不愛他，一次意外與豬交換靈魂。                     |
| 豬人     | 何宥辰 | 翔翔     | 乖巧的小兒子。                                                                 |
| 黑白盒子 | 李李仁 | 啓漢     | 原本過得風光，因投資失利成為流浪漢，某日巧遇面具人交易了時間後反覆過著同一天。 |
| 黑白盒子 | 莫允雯 | 琪琪     | 因不斷地與人交易時間，從萬年前活到現今。                                       |
| 黑白盒子 | 許葇菈 | 小筑     | 琪琪的小女兒，罹患不明的致命疾病可能危及性命。                                 |

## 得獎紀錄
| 年度 | 頒獎典禮               | 獎項名稱 | 入圍者          | 結果 |
| ---- | ---------------------- | -------- | --------------- | ---- |
| 2023 | 美國水牛城夢幻奇幻影展 | 國際短片 | 黑盒子 前導短片 | 得獎 |

## 資料來源
1. ↑  洪素津. 陳清芳 , 编. . 中央通訊社. 2024-05-08  [2024-12-12]. （原始内容存档于2024-12-08） （中文（臺灣））.
2. ↑  .   [2024-12-16]. （原始内容存档于2024-12-20）.
3. ↑   (新闻稿). LINE台灣. 2024-10-23  [2024-12-09] （中文（臺灣））.
4. ↑  洪雨汝. . 民視新聞網. 2024-06-20  [2024-12-12]. （原始内容存档于2024-12-19） （中文（臺灣））.
5. ↑   (新闻稿). LINE台灣. 2024-06-09  [2024-12-09]. （原始内容存档于2024-12-10） （中文（臺灣））.
6. ↑  李紹綾. . 自由時報. 2024-10-08  [2024-12-12]. （原始内容存档于2024-12-19） （中文（臺灣））.
7. ↑   (新闻稿). LINE台灣. 2024-10-08  [2024-12-09]. （原始内容存档于2024-12-10） （中文（臺灣））.
8. ↑   (新闻稿). LINE台灣. 2024-08-05  [2024-12-09]. （原始内容存档于2024-12-09） （中文（臺灣））.